# Winding Heat
Winding Heat es la secuela de Road Fighter y Midnight Run, lanzado en los arcades en el año 1996. Esta es una versión mejorada de Midnight Run, a pesar de que le da al jugador más de los coches normales o tuneados, y las reglas siguen siendo las mismas. A diferencia de Midnight Run, se lleva a cabo en las carreteras Tōge.